# Liste der Kulturdenkmäler in Münchweiler an der Alsenz
In der Liste der Kulturdenkmäler in Münchweiler an der Alsenz sind alle Kulturdenkmäler der rheinland-pfälzischen Ortsgemeinde Münchweiler an der Alsenz aufgeführt. Grundlage ist die Denkmalliste des Landes Rheinland-Pfalz (Stand: 27. November 2018).

## Einzeldenkmäler
| Bezeichnung                 | Lage                         | Baujahr                            | Beschreibung | Bild                           |
| --------------------------- | ---------------------------- | ---------------------------------- | --- | ------------------------------ |
| Synagoge                    | Hauptstraße 3 Lage           | zweite Hälfte des 18. Jahrhunderts | ehemalige Synagoge; spätbarocker Putzbau mit abgewalmtem Mansarddach, zweite Hälfte des 18. Jahrhunderts, Umbau zur Synagoge 1806; straßenbildprägend  | Fotos hochladen                |
| Rentamt                     | Hauptstraße 7 Lage           | nach 1706                          | ehemaliges Rentamt; Krüppelwalmdachbau mit Kniestock, teilweise Fachwerk, wohl nach 1706                                                               | Fotos hochladen                |
| Protestantische Pfarrkirche | Schulstraße ohne Nummer Lage | Ende des 16. Jahrhunderts          | im Kern eventuell mittelalterlicher Westturm, Saalbau vom Ende des 16. Jahrhunderts, Chor bezeichnet 1724; Schmahl-Orgel von 1760, Renaissance-Epitaph | weitere Bilder Fotos hochladen |